# Riachos
Riachos is een plaats (freguesia) in de Portugese gemeente Torres Novas en telt 5420 inwoners (2001).